# Крістіан Кентвелл
Крістіан Кентвелл  (англ. Christian Cantwell, 30 вересня 1980) — американський легкоатлет, олімпійський медаліст.

## Виступи на Олімпіадах
| Олімпіада   | Дисципліна     | Місце |
| ----------- | -------------- | ----- |
| Пекін 2008  | штовхання ядра | 2     |
| Логдон 2012 | штовхання ядра | 4     |